# Солнечногорское викариатство
Солнечного́рское викариа́тство — викариатство Московской городской епархии Русской православной церкви. Названо по городу Солнечногорск Московской области.

## История
Викариаство впервые было создано 16 ноября 1979 года, когда Священный Синод Русской православной церкви избрал архимандрита Илиана (Вострякова) епископом Солнечногорским, викарием Московской епархии. При этом викариатситво де факто стало титулярным, так как у епископа Илиана и у его преемников Сергия (Фомина) (1983—2003) и Сергия (Чашина) (2009—2018) основным место служения была Москва.

## Епископы
- 25 ноября 1979 — 16 июля 1982 — Илиан (Востряков)
- 30 января 1983 — 7 мая 2003 — Сергий (Фомин)
- 31 марта 2009 — 28 декабря 2018 — Сергий (Чашин)
- с 16 июня 2019 года — Алексий (Поликарпов)